# Nube di Perseo
La Nube di Perseo è un complesso di gas e polveri oscure che si estende alle alte latitudini galattiche per oltre 20° apparenti di estensione; appartiene al Braccio di Orione e si trova ad appena 300 parsec (980 anni luce) dal sistema solare, in direzione della costellazione di Perseo, da cui prende il nome.
Grazie alla sua vicinanza, è una delle regioni nebulose più facili da studiare, in particolare per quanto riguarda la comprensione dei meccanismi di formazione delle stelle di piccola e media massa; essendo infatti una nube minore del braccio di spirale in cui si trova, al suo interno non avvengono fenomeni di formazione di stelle di grande massa, come invece si verifica in regioni più cospicue, come nel Complesso nebuloso molecolare di Orione o in quello di Cefeo.
Associata alla nube di Perseo vi è l'associazione Perseus OB2, che con la sua distanza di circa 300 parsec è una delle associazioni OB più vicine al sistema solare; essa rappresenta la prima generazione di stelle originatesi nella regione della nube. La formazione della seconda generazione di stelle è invece ancora in atto e ha luogo in particolare nella sezione più occidentale della nube, all'interno di alcuni bozzoli oscuri e specialmente nella nebulosa NGC 1333.

## Osservazione

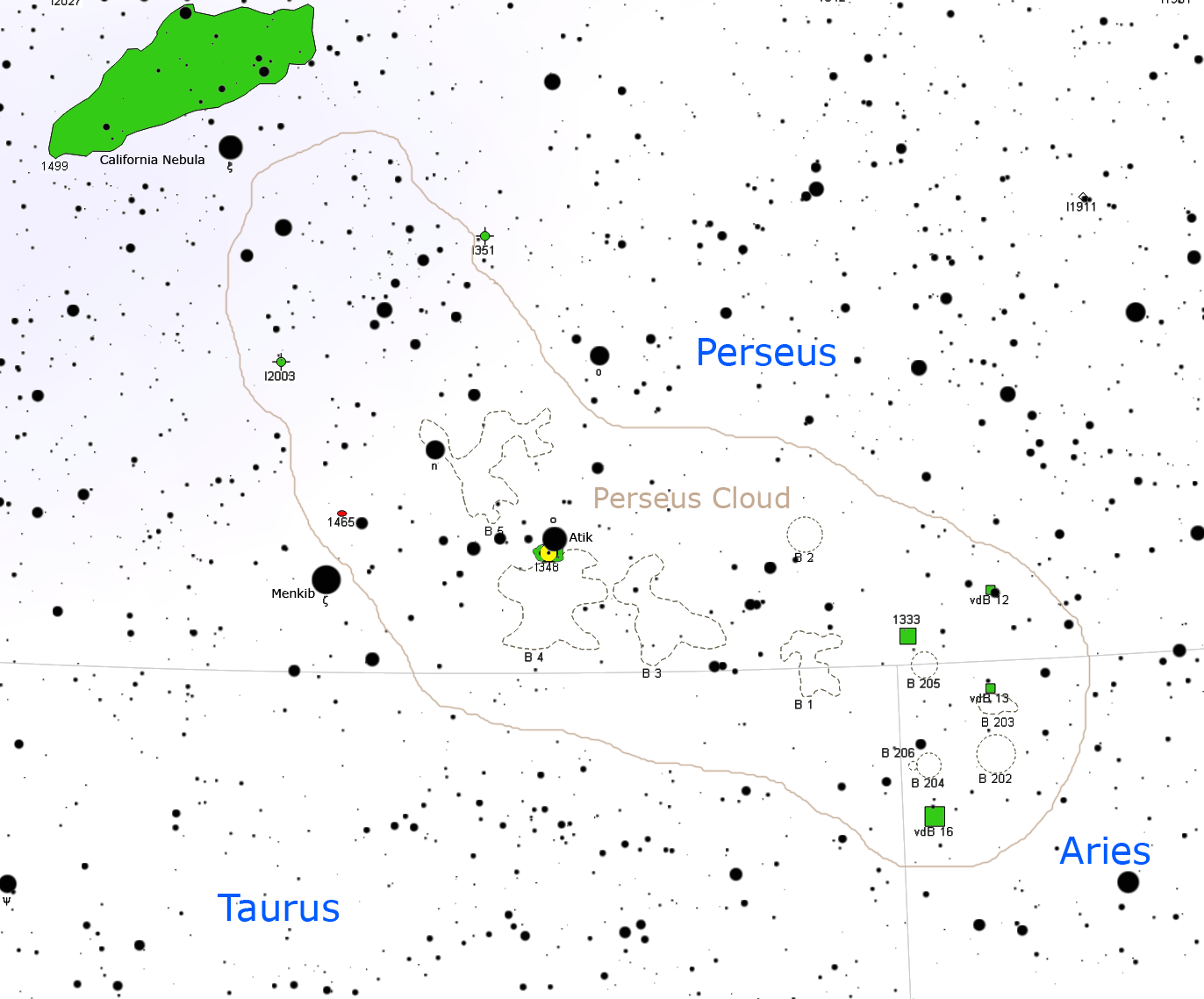
Mappa della Nube di Perseo, con in evidenza le strutture principali.

La regione della Nube di Perseo si estende nella parte meridionale dell'omonima costellazione, in una parte di cielo in cui si osservano alcune nebulose note fin dall'inizio dell'Ottocento e facenti parte del complesso; fra queste vi sono NGC 1333, nella parte più occidentale della nube, una nebulosa a riflessione illuminata da stelle calde e molto giovani, e IC 348, una delle regioni di formazione stellare in assoluto più vicine al Sole. Queste due nebulose possono essere osservate anche con un telescopio amatoriale di media potenza, meglio se munito di filtri adatti, e sono ben evidenti nelle foto astronomiche a lunga posa. La parte sudoccidentale della nube sconfina nella costellazione dell'Ariete, in una regione in cui è possibile osservare alcune piccole nebulose a riflessione, fra le quali spiccano vdB 16 e vdB 13. La parte più orientale della Nube si estende fin quasi alla Nebulosa California, una delle nebulose boreali più note. I grossi banchi di polveri oscure invece si rivelano indirettamente con facilità al telescopio, grazie alla marcata povertà di campi stellari visibili in questa regione di cielo.
La Nube di Perseo si trova nell'emisfero celeste boreale, a nord dell'eclittica e del brillante ammasso aperto delle Pleiadi; questa declinazione settentrionale fa sì che la sua osservazione sia più facile dalle regioni dell'emisfero boreale terrestre, dove si mostra molto alta sull'orizzonte nelle sere dell'autunno e dell'inizio dell'inverno, ossia quando Perseo e Pleiadi raggiungono il punto più alto sull'orizzonte. Dall'emisfero australe l'osservazione risulta un po' penalizzata, in particolare per quanto riguarda le regioni più orientali della nube, che sono anche le più settentrionali; nonostante ciò, la Nube resta visibile fin quasi alle latitudini subpolari australi.
È comunque da notare che, a causa del fenomeno conosciuto come precessione degli equinozi, le coordinate celesti di stelle e costellazioni possono variare sensibilmente, a seconda della loro distanza dal polo nord e sud dell'eclittica. La Nube di Perseo si trova attualmente a circa 3h40m di ascensione retta, abbastanza prossima alle 6h, quando raggiungerà la declinazione più settentrionale, entro poche migliaia di anni; quando si troverà a 18h di ascensione retta, la Nube raggiungerà la declinazione più meridionale, finendo nell'emisfero celeste australe a circa 10°S.

## Struttura

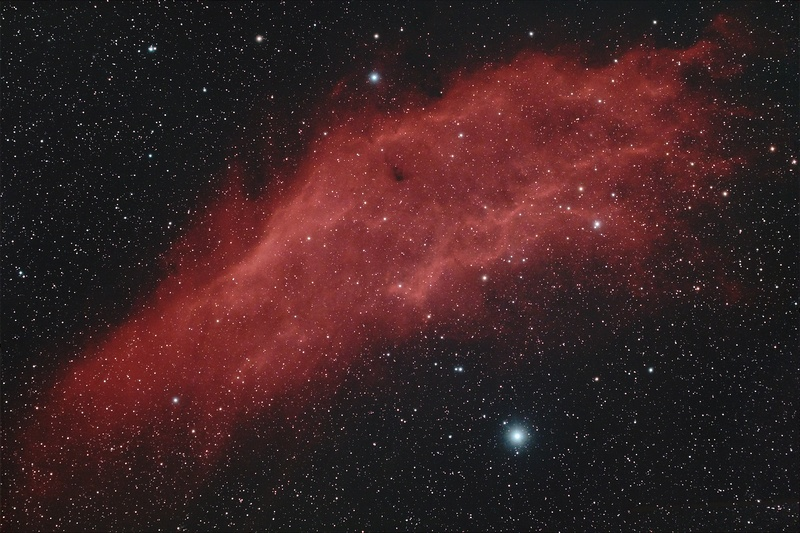
La Nebulosa California, posta all'estremità nordorientale della Nube di Perseo, è illuminata da una delle stelle dell'Associazione Per OB2.

La Nube di Perseo è costituita da un grande addensamento di polveri oscure e gas ed è situata a circa 300 parsec dal sistema solare. Al suo interno sono presenti alcune regioni in cui è stata attiva in tempi astronomicamente recenti (pochi milioni di anni fa) la formazione stellare; ciò è testimoniato dalla presenza di una dozzina di stelle di classe spettrale O e B, molto giovani e di grande massa, che vanno a costituire l'associazione Per OB2, dell'estensione di 50 parsec (circa 160 anni luce). Fra le stelle formatesi in questa nube vi è la brillante ξ Persei, una stella fuggitiva la cui radiazione è la principale responsabile dell'illuminazione della Nebulosa California. La massa totale della nube è di circa 104 M⊙, dunque si tratta di una nube relativamente piccola rispetto alle grandi regioni di formazione stellare galattiche; tuttavia la sua grande vicinanza ne consente uno studio molto approfondito, in particolare per quanto riguarda i fenomeni di formazione di stelle di piccola e media massa, dato che le sue dimensioni favoriscono la nascita di questo tipo di stelle. La sua struttura si presenta di natura filamentosa, con lunghe colonne di polveri non illuminate che si estendono per decine di primi d'arco e anche più; le parti più dense di questi filamenti coincidono con delle strutture più larghe, osservabili nella banda del CO.
Nella Nube sono distinguibili due generazioni di stelle: la più antica è quella che ha dato origine all'associazione Per OB2, e comprende anche il sito della nube IC 348, in cui i processi di formazione stellare hanno avuto luogo fino a 2-4 milioni di anni fa; la formazione delle stelle della seconda generazione è invece ancora in atto ed è evidente nella porzione occidentale della Nube, in particolare nel giovanissimo ammasso NGC 1333, associato a nebulose brillanti e contenente 150 stelle giovanissime. In aggiunta a queste due nubi, fisicamente situate fra le due vi sono alcuni bozzoli oscuri, catalogati come B1, LDN 1448 e LDN 1455, cui sono associate alcune piccole nebulose a riflessione catalogate da Sidney van den Bergh negli anni sessanta. La parte più orientale è invece catalogata come B5.
La Nube presenta una struttura estremamente caotica, come spesso si osserva nelle nubi molecolari; la fitta rete di filamenti, connessioni e regioni più dense è un indizio della presenza di forti turbolenze, dalla velocità superiore a quella del suono locale. All'origine di tali turbolenze vi potrebbe essere l'azione di superbolle in espansione o l'accelerazione causata dal potenziale gravitazionale del braccio di spirale galattico, come anche l'afflusso di gas dalle regioni poste ad una latitudine galattica più elevata, oltre che l'azione della radiazione delle stelle più massicce. Alcune delle strutture secondarie sono circondate da archi di polveri o anche da anelli quasi completi. La velocità radiale delle due estremità della nube variano notevolmente, andando dai 10,5 km s−1 dell'estremità più orientale ai 2 km s−1 delle regioni più occidentali; ciò può essere interpretato in vari modi: la nube potrebbe infatti trovarsi in una condizione di rotazione su sé stessa, oppure potrebbe essere formata da diverse nubi sovrapposte sulla stessa linea di vista, oppure ancora potrebbe essere un effetto dell'azione della velocità delle stelle dell'associazione Per OB2. Alcune osservazioni condotte nel 2005 indicano come improbabile la seconda ipotesi.

## Fenomeni di formazione stellare e regioni individuali

La nube B5, uno dei bozzoli attivi più orientali della Nube di Perseo; la stella brillante a sinistra è 42 Persei, di quinta magnitudine.

Fra i principali indizi dell'esistenza di fenomeni di formazione stellare attivi nella Nube di Perseo vi è la presenza di circa 400 oggetti stellari giovani di Classe I e II identificati dal Telescopio Spaziale Spitzer; nella regione sono presenti anche giovanissime stelle di Classe 0, ossia del primissimo stadio, come pure un gran numero di stelle T Tauri (Classe II). Delle sorgenti identificate dallo Spitzer, circa due terzi sono situate nei due ammassi racchiusi in IC 348 e NGC 1333, mentre il restante terzo si trova sparso in varie aree della Nube. Nel particolare, è da notare che una percentuale notevole di stelle di Classe I è stata rinvenuta all'esterno di questi due ammassi, segno questo che la formazione stellare è molto attiva anche nelle regioni periferiche della Nube e comunque all'esterno degli addensamenti maggiori. Gli oggetti di Classe 0, presenti in numero elevato, non sono tuttavia stati rilevati completamente dal monitoraggio eseguito con lo Spitzer, poiché si presentano molto deboli alla lunghezza d'onda con cui sono state eseguite le osservazioni. In totale in IC 348 sono presenti circa 420 oggetti stellari giovani, contando anche quelli di Classe 0 e di Classe III, mentre nel più giovane NGC 1333 se ne contano in totale circa 150, molti dei quali sono ancora a livello di protostelle; a questi si aggiungono i piccoli aggregati presenti nelle regioni oscure B1, la più grande, più LDN 1448 e LDN 1455.
Per spiegare la maggiore presenza degli oggetti di Classe I nelle regioni disperse e periferiche della Nube piuttosto che nei due maggiori ammassi, è stata avanzata l'ipotesi che gli oggetti stellari giovani all'interno di questi ammassi tendano a perdere più rapidamente i loro involucri di gas; le cause di tale perdita possono essere ricercate o nella leggera radiazione ultravioletta emessa dalle stelle di classe spettrale B e A meno calde che riscalda la superficie delle nubi, operando così una fotolisi, o nella costante pressione causata da getti multipli che erode e consuma gradualmente i vari strati degli involucri, oppure ancora a seguito di incontri ravvicinati fra le componenti stellari dei due ammassi, inevitabilmente più comuni che nelle aree esterne della nube. Tutti questi meccanismi sono evidentemente più efficaci se agiscono all'interno di ammassi estesi, e non in piccoli aggregati di stelle.
Nella nube sono note alcune centinaia di getti molecolari e di oggetti HH, che in assenza di stelle massicce e del loro forte vento stellare sono fra i principali responsabili delle dinamiche attive nel complesso nebuloso molecolare, in particolare a piccole scale; la loro azione può disgregare i nuclei nebulosi più densi e fungere dunque da regolatrice dei fenomeni di formazione stellare, favorendo così la nascita di stelle di piccola massa, dal momento che il gas disperso dalla loro azione non può più essere raccolto dalle stelle in formazione. Nelle nubi molecolari giganti in cui ha luogo la formazione di stelle di grande massa, l'azione combinata del vento stellare delle stelle giganti, la loro radiazione ultravioletta e le successive esplosioni di supernovae possono al contrario disgregare completamente la nube e dunque inibire la formazione di stelle di piccola massa su grande scala.

### IC 348

IC 348, un giovane ammasso aperto associato a delle nubi che brillano per riflessione.

IC 348, catalogata anche come vdB 19, è una nebulosa a riflessione molto brillante, facilmente individuabile sul lato meridionale di ο Persei (Atik); contiene al suo interno un giovane ammasso aperto formato da alcune centinaia di stelle, la cui età, ricavata dallo studio delle linee di emissione Hα, è compresa fra 0,7 e 12 milioni di anni. Nella regione si sono verificati due episodi di formazione stellare in sequenza; la prima generazione è rappresentata dalle stelle di piccola massa dell'associazione Per OB2, mentre l'ultima generazione è indicata dalle stelle più giovani, formatesi circa 2-3 milioni di anni fa, in via di dispersione nella Nube di Perseo. Gran parte delle sue stelle sono prive del disco di accrescimento, mentre nella regione persistono solo pochissime aree di formazione ancora attive, indicate dalla presenza di alcuni getti protostellari; IC 348 è pertanto una regione in cui i processi di formazione stellare sono in via di esaurimento. L'ammasso si trova nella parte più orientale della Nube di Perseo, nei pressi della superbolla associata a Per OB2, e potrebbe essere stata la prima delle aree della Nube a sperimentare dei fenomeni di formazione stellare indotti da cause esterne.
Una decina di primi d'arco a sudovest di IC 348 si trova una piccola nube a riflessione, chiamata talvolta Flying Ghost Nebula (Nebulosa Fantasma Volante), associata ad un oggetto ben visibile nel vicino infrarosso e catalogato come IC 348 IR; questa sorgente è a sua volta associata a una stella di classe spettrale B immersa in profondità nella nube, la cui massa è probabilmente compresa fra 0,03 e 0,05 M⊙, la quale è anche la principale fonte di illuminazione della nube. Nella nube è contenuto anche l'oggetto HH 211, la cui fonte energetica è probabilmente una protostella di Classe 0, non osservabile alla lunghezza d'onda dell'infrarosso; l'oggetto è orientato in senso nord-sud ed è il più notevole di un gruppo di dodici oggetti HH situati a sud di IC 348. Si è ipotizzato che la formazione stellare in questa piccola regione sia stata provocata dall'azione della pressione delle stelle dell'ammasso centrale di IC 348, ora in prevalenza inattive; secondo questa teoria, il vento stellare delle allora giovanissime stelle avrebbe favorito la compressione dei gas della piccola nube, che sarebbe poi collassata in più punti ad opera della sua stessa forza di gravità.

### NGC 1333

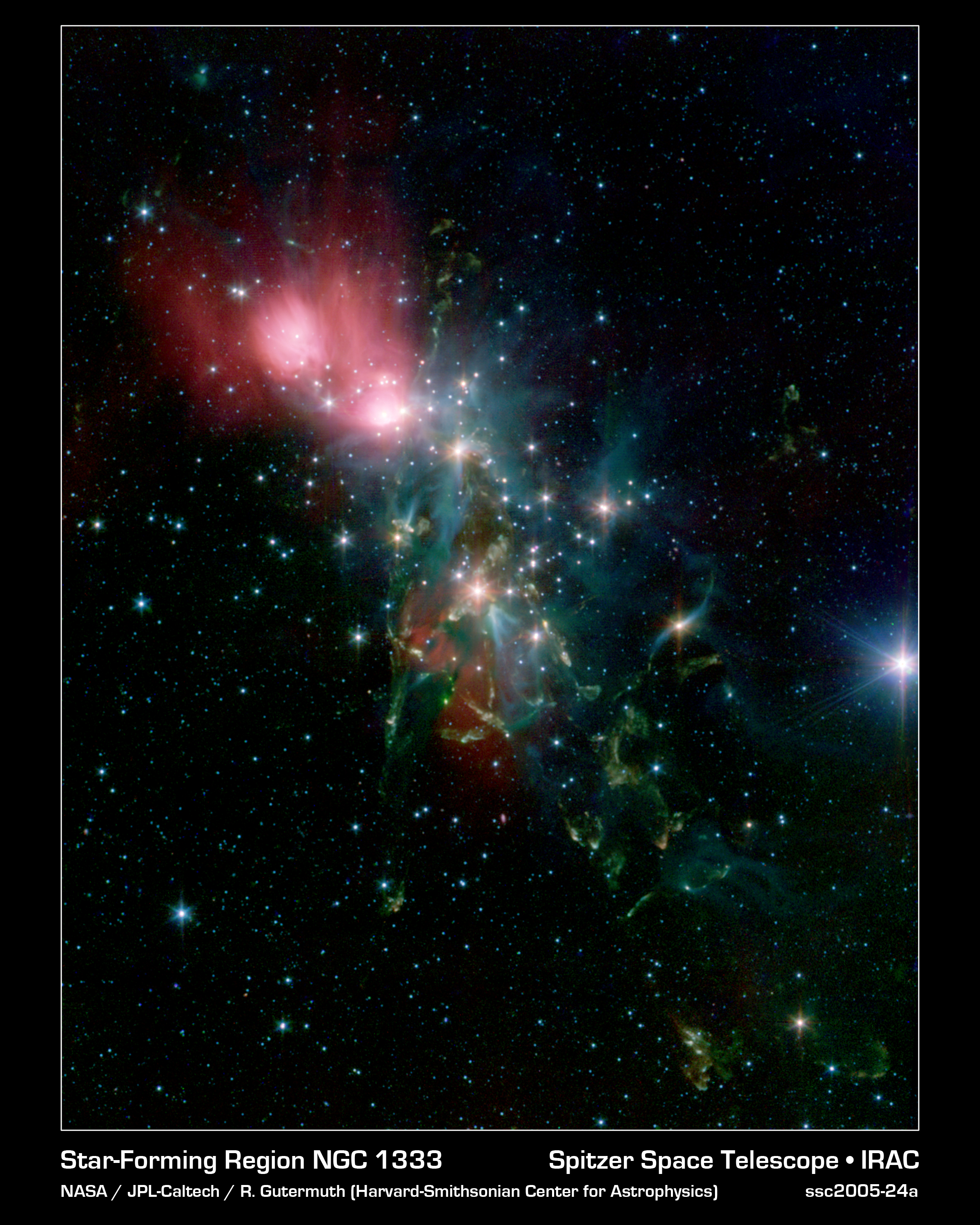
NGC 1333, la regione di formazione stellare più attiva della Nube di Perseo, osservata col Telescopio Spaziale Spitzer.

NGC 1333, nota anche come vdB 17, è la nebulosa a riflessione più brillante e appariscente della Nube di Perseo; è situata nella parte occidentale della Nube, sul bordo occidentale di una grande cavità, e rappresenta una porzione illuminata della nebulosa oscura LDN 1450 (B205). La principale responsabile della sua illuminazione è BD+30 549, una stella azzurra di classe spettrale B8 e di magnitudine apparente pari a 10,47. Si tratta della regione di formazione stellare più attiva e giovane dell'intera Nube di Perseo, come testimoniato dal gran numero di oggetti HH e stelle con emissioni nell' Hα; la massa totale della nebulosa e delle stelle ad essa associate si aggira sulle 450 M⊙.
Ai raggi X, tramite il satellite ROSAT, sono state individuate 16 stelle giovani, mentre utilizzando la maggiore sensibilità dell'Osservatorio Chandra ai raggi X sono state scoperte 127 sorgenti, di cui un centinaio sono estremamente deboli e distinguibili con difficoltà. Fra queste sorgenti, due (HJ 110 3 e BD+30 547) sono probabilmente delle stelle poste in regioni galattiche più remote, mentre una trentina sembrano associate a oggetti extragalattici; le rimanenti 96 fanno invece parte della nube e sono membri dell'ammasso stellare in formazione. Di queste, circa 80 sono delle stelle T Tauri, 8 coincidono con oggetti estremamente giovani, 7 sono stelle di Classe I e II con dei getti associati e una è profondamente immersa nella nube associata agli oggetti HH 7-11.
Verso la fine degli anni novanta sono stati scoperti nella nube oltre 30 gruppi di oggetti HH associati ad almeno una dozzina di getti attivi, dell'età inferiore a 1 milione di anni e compresi entro un raggio di circa 3 anni luce. Alcuni di questi oggetti erano noti fin dagli anni settanta, quando furono identificati i getti in seguito catalogati come HH 5, HH 6, il gruppo HH 7-11 e HH 12, i più brillanti della nube; il gruppo di HH 7-11, in particolare, forma una struttura compatta che emerge da una delle regioni più dense della nube e si origina a breve distanza da una sorgente annidata molto in profondità e ben visibile nel vicino infrarosso, catalogata come SVS 13. Questa sorgente coincide a sua volta con un maser d'acqua divisibile in tre componenti, H2O(A), H2O(B) e H2O(C), con la prima componente coincidente con la protostella posta al centro della sorgente. Sebbene la maggior parte degli studi abbiano indicato la sorgente SVS 13 come la principale responsabile dell'eccitazione della struttura di HH 7-11, in alcuni studi è stato proposto che la vera responsabile sia da ricercare invece nella sorgente di onde radio VLA 3, invisibile all'osservazione nella banda infrarossa. Tuttavia, la struttura pare essere allineata con SVS 13, rendendola di fatto la sorgente di eccitazione più probabile. Altri oggetti HH notevoli sono HH 12, visibile a nord del sistema precedente e associato a due getti molecolari, fra cui spicca quello legato alla sorgente IRAS 2, e gli oggetti HH 334, HH 498 e HH 499, visibili ancora più a nord. Sul lato meridionale di NGC 1333 è invece visibile HH 343, la cui forma a S è indice di un forte moto di precessione, che negli ultimi 6000 anni ha subito un movimento di 90°; la sua sorgente, individuata nell'infrarosso e catalogata come IRAS 03256+3055, è una stella di Classe 0 o I.
Dalla nebulosa emergono anche alcune forti sorgenti di radiazione infrarossa, individuate dal satellite IRAS negli anni ottanta; fra queste spicca IRAS 2, associata ad una stella giovane e divisa in tre componenti, catalogate come IRAS 2A, 2B e 2C. Le prime due componenti mostrano delle forti emissioni, individuate grazie alla mappatura ad alta risoluzione del Very Large Array; la componente 2C invece non presenta concentrazione e dunque sembra non aver formato alcuna protostella. Circa 4 secondi d'arco a nordovest della componente 2B è stata inoltre osservata un'emissione variabile, proveniente dalla sorgente VLA 9, coincidente con una stella posta più in lontananza, BD+30 547, inizialmente però indicata come la stella associata a IRAS 2. Anche IRAS 4, scoperta nel 1980 tramite il maser d'acqua ad essa associato, è risolvibile in tre componenti; le componenti 4A e 4B sono associate a dei sistemi stellari multipli in formazione. Uno studio al dettaglio dell'emissione maser ha permesso di scoprire dei maser multipli raggruppati attorno alle prime due componenti; sei delle sorgenti così individuate sono situate a meno di 100 UA dalla componente stellare coincidente con la sorgente 4A2, suggerendo che facciano parte del disco circumstellare della stella in formazione. Nessun maser sembra invece associato alla componente 4A1, facente parte dello stesso futuro sistema stellare.

### Altre regioni

Immagine della parte più occidentale della Nube di Perseo; è evidente in alto la nebulosa NGC 1333 e in basso vdB 16, mentre in alto a sinistra vi è la nebulosa oscura B1. Le nubi oscure risaltano sui campi stellari circostanti per la quasi totale assenza di stelle sovrapposte sulla linea di vista.

La regione più orientale della Nube di Perseo è catalogata come B5 (Barnard 5); si tratta di una delle nebulose oscure maggiormente studiate della volta celeste, anche a causa della sua vicinanza, che ne consente una facile osservazione. Ha una massa pari a circa 103 M⊙ e ospita alcuni nuclei densi e una sorgente IRAS, catalogata come IRS1, coincidente con un oggetto stellare giovane circondato da un disco protoplanetario e una nebulosa a riflessione biconica con un getto assiale associato. Dalla sorgente emerge un getto della lunghezza di circa 1 parsec, all'estremità del quale sono presenti alcuni bow shock a bassa velocità, derivati probabilmente dalle prime eruzioni della stella centrale; all'oggetto sono anche connessi due oggetti HH catalogati come HH 366E e HH 366W. A sudovest di IRS1 si trova la sorgente IRS3, più debole, associata all'oggetto HH 367; un secondo oggetto HH, catalogato come HH 844, è stato scoperto nel 2005 lungo lo stesso asse del flusso di IRS1. Curiosamente, sul lato settentrionale della nube è presente una sorta di ampio canale a forma di tunnel completamente privo di polveri e gas, al punto che è possibile osservarvi persino galassie remote; questa struttura potrebbe essere stata creata da un'antica fuoriuscita di gas sospinta dall'azione di un oggetto giovane.
B1 (Barnard 1) occupa la regione geometricamente centrale della Nube di Perseo, a circa un grado a est di NGC 1333; possiede una massa di circa 1200 M⊙ e una forma a chioma con la coda rivolta in direzione opposta rispetto a 40 Persei, una delle stelle più massicce e brillanti dell'associazione Per OB2. Si è inizialmente creduto che B1 potesse essere la sede di fenomeni di formazione stellare nelle sue primissime fasi, ma le osservazioni condotte col satellite IRAS hanno rivelato la presenza di alcune sorgenti infrarosse corrispondenti a degli oggetti stellari giovani, sia all'interno che nei pressi della nube, segno che la formazione è al contrario in uno stadio molto avanzato. Oltre alle sorgenti IRAS, nella nube sono noti anche una dozzina di addensamenti e una quindicina di oggetti stellari giovani identificati dal Telescopio Spaziale Spitzer, più diversi oggetti HH, fra cui i più luminosi sono HH 429, HH 431, HH 432 e HH 433. L'oggetto stellare giovane più brillante nelle osservazioni condotte dallo Spitzer è associato alla sorgente IRAS 03304+3100 (LkHα 327) ed è situato alcuni primi d'arco a nordest del nucleo di B1; da esso parte un voluminoso flusso di materia, cui sono associati gli oggetti HH 432, MH 7, HH 791, HH 793 e HH 794, posti fino a una distanza di 20-25 primi a sudest della sorgente.

La nebulosa oscura LDN 1448, visibile in basso; la nube brillante al centro è invece vdB 13.

La parte occidentale della Nube, in particolare la sua estremità a sudovest, sconfina nella costellazione dell'Ariete: qui si trova la nebulosa oscura LDN 1455, uno degli agglomerati gassosi più densi della regione, cui è connessa la meno densa nube LDN 1451, verso nordovest. La prova che i fenomeni di formazione stellare sono stati attivi in un periodo astronomicamente molto recente è data dalla presenza di numerosi oggetti HH, fra i quali spiccano HH 279, HH 280, HH 317, HH 318, HH 422 e HH 423, a cui si aggiungono altri oggetti scoperti nel corso degli anni duemila, come HH 492, HH 493, HH 739 e HH 743. Il nucleo di LDN 1455 ha una massa di 40-50 M⊙ e contiene alcuni oggetti stellari giovani e alcune sorgenti infrarosse, la più brillante delle quali è IRAS 03247+3001 (L1455 IRS 2), associata ad una nebulosa a riflessione dal colore rossastro catalogata come RNO 15; a breve distanza da questa si trova il brillante HH 279, col quale appare connesso. Circa 2 primi d'arco a nordovest di RNO 15 si trova una seconda sorgente infrarossa, più debole, catalogata come IRAS 03245+3002 (L1455 IRS 1), connessa con alcuni piccoli oggetti HH. Sul bordo meridionale di LDN 1455 è presente la nebulosa a riflessione vdB 16.
L'estremità nordoccidentale della Nube di Perseo è invece costituita da LDN 1448, delimitata a nord dalla piccola nebulosa a riflessione vdB 13; possiede una massa totale di circa 100 M⊙, suddivisa equamente su due nuclei molto densi. Come nella precedente nube, anche qui la presenza di fenomeni di formazione di nuove stelle è testimoniata da alcuni oggetti stellari giovani, che potenziano e sospingono dei flussi molecolari e alcuni oggetti HH; sono note anche tre sorgenti infrarosse: L1448 IRS1 è associata a una stella di Classe I e alla nebulosa a riflessione RNO 13, L1448 IRS2 è associata a una protostella (Classe 0) profondamente immersa nella nube e L1448 IRS3 corrisponde a una stella tripla di Classe 0 o I, le cui componenti sono indicate come A, B e C. A sud della sorgente multipla IRS3 è stato scoperto nel 1990, tramite osservazioni alla lunghezza d'onda del CO, un potente flusso la cui origine è situata in una regione della nube in cui non sono presenti sorgenti IRAS; questo flusso è originato da una protostella in seguito catalogata come L1448-C (C sta per center). Fra le componenti stellari di piccola massa, sono presenti alcune probabili nane brune, scoperte tramite osservazioni condotte ai raggi X.

## L'associazione Perseus OB2

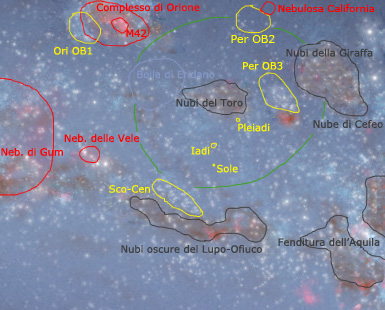
Mappa schematica del Braccio di Orione attorno al Sole; Perseus OB2 è in alto. Il grande cerchio verde rappresenta l'antica superbolla che avrebbe originato questa e altre associazioni OB vicine.

L'associazione Perseus OB2 è una delle associazione OB in assoluto più vicine al sistema solare; dista appena 300 parsec, contro i 100-200 parsec dell'Associazione Scorpius-Centaurus, l'associazione più vicina fra tutte, posta nella direzione opposta rispetto al Sole. Per OB2 costituisce il prodotto della prima generazione di stelle formatesi nei pressi della Nube di Perseo, circa 6 milioni di anni fa; tramite la parallasse determinata dal satellite Hipparcos sono stati identificati 41 membri dell'associazione, gran parte delle quali hanno una classe spettrale B e A. Le componenti sono tutte sulla sequenza principale e mancano stelle di grande massa, come giganti e supergiganti blu. Secondo i dati dell'Hipparcos, la stella con la massa maggiore è 40 Persei, una stella bianco-azzurra di classe B0.5V. Estendendo il censimento anche alle stelle di massa inferiore, fino a 17 M⊙, si arriva a ottenere una popolazione di oltre 800 membri, tutti racchiusi entro una regione dal diametro di circa 50 parsec; se si estende il conto fino alle stelle con massa pari a un decimo di quella solare si arriva invece a circa 20 000 componenti.
L'origine dell'associazione potrebbe esserse collocata sul lato remoto dell'Anello Lindblad, una grande struttura ad anello di nubi di idrogeno neutro associata alla Cintura di Gould, una delle caratteristiche dominanti del Braccio di Orione. L'evento che ha provocato l'originario ciclo di formazione stellare che ha dato origine all'associazione potrebbe essere stato l'espansione di una superbolla ad opera del vento stellare delle stelle più massicce di un'antica associazione OB, formatasi presumibilmente fra i 50 e i 90 milioni di anni fa e localizzata in direzione dell'attuale Ammasso di Alfa Persei, a circa 180 parsec di distanza, denominata "Associazione Cas-Tau"; la pressione di questa superbolla ha sospinto il gas interstellare residuo in regioni via via più remote, frammentandolo in una dozzina di nubi della massa simile a quella della Nube di Perseo e del Toro, favorendo poi in queste nubi i processi di formazione stellare minori oggi osservabili e che hanno dato origine a diverse associazioni OB del Braccio di Orione, come l'Associazione Sco-Cen, la stessa Per OB2 e anche l'associazione Orion OB1. Studi sulla velocità radiale delle stelle dell'associazione mettono in evidenza il fatto che in origine Per OB2 si trovava a circa 50-80 parsec in direzione del Sole rispetto all'attuale posizione, vale a dire a circa 100 parsec dal centro geometrico della Cintura di Gould.
All'associazione appartengono anche alcune stelle più disperse, molte delle quali hanno una massa superiore a quella di 40 Persei; fra queste vi è la brillante ζ Persei, una supergigante di classe B1Iab, e la gigante ξ Persei, una stella fuggitiva di classe O7III con forti linee di emissione, probabilmente espulsa dalla regione a seguito di un'esplosione di supernova, originata da qualche stella dalla massa ancora maggiore e che quindi ha già concluso il suo ciclo vitale. Quest'ultima stella è la principale fonte di ionizzazione dei gas della Nebulosa California, una regione H II in cui non sono noti fenomeni di formazione stellare.
L'azione del vento stellare combinato delle stelle dell'associazione ha dato origine ad una bolla di idrogeno atomico (H I) in espansione, che va a incidere sull'ambiente circostante e in particolare sul mezzo interstellare; questa struttura, osservabile nell'infrarosso come un anello che circonda una cavità centrata sull'associazione, ha un diametro apparente di circa 20°, corrispondente ad un diametro reale di circa 100 parsec. La massa della bolla è compresa fra 1x104 e 2x104 M⊙ e le sue dimensioni reali sono circa tre volte inferiori rispetto alla bolla denominata Orion Cloak, nella regione centrale del Complesso di Orione, e della superbolla creata dalle stelle dell'Associazione Sco-Cen.

### Testi generali
- (EN) Stephen James O'Meara, Deep Sky Companions: Hidden Treasures, Cambridge University Press, 2007, ISBN 0-521-83704-9.
- (EN) Robert Burnham, Jr, Burnham's Celestial Handbook: Volume Two, New York, Dover Publications, Inc., 1978.
- (EN) Thomas T. Arny, Explorations: An Introduction to Astronomy, 3 updatedª ed., Boston, McGraw-Hill, 2007, ISBN 0-07-321369-1.
- AA.VV., L'Universo - Grande enciclopedia dell'astronomia, Novara, De Agostini, 2002.
- J. Gribbin, Enciclopedia di astronomia e cosmologia, Milano, Garzanti, 2005, ISBN 88-11-50517-8.
- W. Owen et al., Atlante illustrato dell'Universo, Milano, Il Viaggiatore, 2006, ISBN 88-365-3679-4.

### Testi specifici

#### Sull'evoluzione stellare
- (EN) C.J. Lada e N. D. Kylafits, The Origin of Stars and Planetary Systems, Kluwer Academic Publishers, 1999, ISBN 0-7923-5909-7.
- A. De Blasi, Le stelle: nascita, evoluzione e morte, Bologna, CLUEB, 2002, ISBN 88-491-1832-5.
- C. Abbondi, Universo in evoluzione dalla nascita alla morte delle stelle, Sandit, 2007, ISBN 88-89150-32-7.

#### Sulla Nube di Perseo
- Bally, J., Walawender, J., Johnstone, D., Kirk, H. e Goodman, A., The Perseus Cloud, in Handbook of Star Forming Regions, Volume I: The Northern Sky ASP Monograph Publications, vol. 4, dicembre 2008,  p. 308, ISBN 978-1-58381-670-7.

### Carte celesti
- (EN) Toshimi Taki, Taki's 8.5 Magnitude Star Atlas, su geocities.jp, 2005. URL consultato il 7 novembre 2010 (archiviato dall'url originale il 5 novembre 2018). - Atlante celeste liberamente scaricabile in formato PDF.
- (EN) Wil Tirion, Barry Rappaport e George Lovi, Uranometria 2000.0 - Volume I - The Northern Hemisphere to -6°, Richmond, Virginia, USA, Willmann-Bell, inc., 1987, ISBN 0-943396-14-X.
- (EN) Wil Tirion e Roger W. Sinnott, Sky Atlas 2000.0 - Second Edition, Cambridge, USA, Cambridge University Press, 1998, ISBN 0-933346-90-5.
- (EN) Wil Tirion, The Cambridge Star Atlas 2000.0, 3ª ed., Cambridge, USA, Cambridge University Press, 2001, ISBN 0-521-80084-6.